# Klášter Miraflores
Klášter Miraflores (šp. Cartuja de Miraflores) je klášter ve španělském Burgosu, vzdálený tři kilometry od historického centra města.
Klášter byl založen kastilským králem Janem II. roku 1441, kdy kartuziánskému řádu věnoval lovecký zámeček, kde se kartuziáni usídlili. K výstavbě nových budov se odhodlali až po požáru v roce 1452. Stavební práce pod vedením německých stavitelů trvaly třicet let a skončily roku 1484 za vlády královny Isabely. Klášter, ve kterém se nachází místo posledního odpočinku rodiny krále Jana II. a jeho druhé choti Isabely Portugalské, je mistrovskou ukázkou pozdní gotiky.